# Незалежна (станция)
Незалежна (укр. Незалежна, до 1965 года — Долгинцево-Сортировочное, в 1965—2023 годах — Батуринская) — грузо-пассажирская железнодорожная станция Криворожской дирекции Приднепровской железной дороги на линии Кривой Рог—Апостолово.

## История
Станция открыта в 1936 году. Изначально имела название Долгинцево-Сортировочное, переименована в 1965 году в честь отряда партизан-батуринцев, погибших от рук деникинцев в 1919 году.

## Характеристика
Расположена в юго-восточной части Кривого Рога Днепропетровской области между станциями Кривой Рог-Главный (9 км) и Радушная (6 км).
На станции останавливаются пригородные электропоезда.
Станция оборудована современными системами безопасности движения. На территории расположено вагоноремонтное депо.